# McWorld
McWorld ist ein globalisierungskritisches politisches Schlagwort. Das Schlagwort bezieht sich auf die Verbreitung von McDonald’s-Restaurants in der ganzen Welt als Ergebnis der Globalisierung und generell auf die Auswirkungen der internationalen „McDonaldisierung“ von Dienstleistungen und die Vermarktung von Waren als ein Element der Globalisierung als Ganzes.

## Globalisierungskritischer Begriff

Die historische Expansion von McDonald’s

Viele Globalisierungskritiker sind der Ansicht, dass Fastfood-Ketten wie McDonald’s in vielerlei Hinsicht für die einheimische Kultur der Länder, in denen sie Fuß gefasst haben, schädlich seien. Im März 1992 beschrieb ein Artikel von dem Politikwissenschaftler Benjamin Barber in der Rutgers-Zeitschrift The Atlantic unter dem Titel Jihad vs. McWorld das als eines der großen Probleme neben dem Fundamentalismus. Seiner Ansicht nach sind es vier Faktoren, die die McWorld bestimme: Markt, Ressourcen, Informationstechnologie und Ökologie. Diese Faktoren seien transnational, ideologieübergreifend, kulturübergreifend und ökologisch wirksam. Die gegensätzliche Idee zur McWorld, der Jihad, bedeute für jedes Gemeinwesen im Gegensatz zu den vier Faktoren der McWorld eine Belastung. Die Konflikte entstehen aus dem, was Barber als die zwei Kerndoktrinen unserer Zeit sieht, nämlich Globalismus und Rückkehr des Nationalismus. Dieser Gedanke wurde ausgebaut und 1995 in dem Bestseller Jihad vs. McWorld veröffentlicht. Die McWorld bedeute nicht notwendigerweise Demokratie. Eine solche „McWorld“ berücksichtige die Elemente der Demokratie, jedoch nur in dem Maß, in dem sie wirtschaftlicher Produktion und Konsum nützen. In diesem Buch sagt Barber, dass die Liberalisierung nationalstaatlicher Märkte hin zu einem globalisierten Markt nicht demokratisch zu sein scheint. Demokratie und liberaler Kapitalismus seien Begriffe, die gemeinhin in Verbindung miteinander gebraucht werden, wie nämlich Demokratie zu kapitalistischer Wirtschaft führe und umgekehrt. Barber argumentiert jedoch, dass das Gewinnstreben von multinationalen Konzernen außerhalb ihrer Ursprungsländer wenig Bezug zu einer offenen Gesellschaft aufweist. In der deutschen Übersetzung (v. G. Seibt, 1999) wurde das Buch unter dem Titel Demokratie im Würgegriff: Kapitalismus und Fundamentalismus – eine unheilige Allianz veröffentlicht. Der von Barber geprägte Begriff für die Problematik und Konflikte wurde von der Globalisierungskritikerin Naomi Klein für ihr Buch Between McWorld and Jihad als Titel übernommen.

## Ursprung des Begriffs
Der Name McWorld war ursprünglich der Name einer Fernsehwerbekampagne von Leo Burnett für die Schnellrestaurants dieser Kette.
McWorld war auch der Titel einer von McDonald’s 2008 geschaffenen interaktiven Website happymeal.com, die sich an Kinder wandte.